# Wang Hao (natación)
Wang Hao (Tianjin, República Popular China, 26 de diciembre de 1992) es una clavadista o saltadora de trampolín china especializada en plataforma de 10 metros, donde consiguió ser campeona mundial en 2011 en los saltos sincronizados.

## Carrera deportiva
En el Campeonato Mundial de Natación de 2011 celebrado en Shanghái (China) ganó la medalla de oro en los saltos sincronizados desde la plataforma de 10 metros, con una puntuación de 362 puntos, por delante de las australianas y alemanas, siendo su pareja de saltos Chen Ruolin. También ganó la medalla de oro en los Juegos Olímpicos de Río de Janeiro 2016 en la misma prueba.